# Jimmy Wargh
Jimmy Wargh (Jakobstad, 9 aprile 1976) è un ex calciatore finlandese, di ruolo centrocampista.

## Carriera

### Club
Wargh cominciò la carriera con la maglia dello Jaro, per poi passare al Gamlakarleby con la formula del prestito. Tornò così allo Jaro, per poi trasferirsi a titolo definitivo ai norvegesi dello Skjetten. Nel 2001 ritornò ancora allo Jaro, restandovi fino al 2008. In quello stesso anno, infatti, si accordò con il Gamlakarleby.